# Florin Purece
Florin Flavius Purece (* 6. November 1991 in Arad) ist ein rumänischer Fußballspieler.

## Karriere
Purece kam im Sommer 2009 zu UTA Arad, das seinerzeit in der zweiten rumänischen Liga spielte. Kam er in seiner ersten Saison nur selten zum Einsatz, wurde er in der Spielzeit 2010/11 zur Stammkraft im Mittelfeld. Im Sommer 2012 verließ er seine Heimatstadt und schloss sich Erstligist CS Concordia Chiajna an. Auch hier gehörte er zum Stamm des Teams und spielte in den folgenden Jahren stets um den Klassenverbleib. Im Sommer 2016 verpflichtete ihn Ligakonkurrent FC Viitorul Constanța. Dort gewann er mit der Meisterschaft 2017 seinen ersten Titel. Anschließend verließ er den Klub zu Hapoel Ra’anana nach Israel. Dort verlor er mit seiner Mannschaft die ersten sechs Spiele und wurde anschließend nicht mehr berücksichtigt. Im Januar 2018 verließ er den Verein wieder und schloss sich dem polnischen Erstligisten Bruk-Bet Termalica Nieciecza an. Dort kam er meist als Einwechselspieler zum Einsatz.

## Erfolge
- Rumänischer Meister: 2017